# 雅庫特叛亂
雅庫特叛亂（俄语：Якутский мятеж），蘇聯方面稱「雅庫特遠征」（俄语：Якутский поход），是俄國內戰中的最後一個段落，發生於1921年9月至1923年6月，以俄國遠東地區的阿揚-邁斯基區為中心。

## 經過
1921年9月，一位名為米哈伊爾·科羅别伊尼科夫的軍官率領了200名白軍士兵揭竿而起，自稱「雅庫特人民軍」總司令，聯合了當地哥薩克移民的首領博奇卡廖夫（Bochkaryev）與克謝諾豐托夫（Ksenofontov）一同起事，並在次年3月成立了雅庫特臨時人民政府，首都設於雅庫茨克以東180公里遠的小鎮丘拉普恰。同時，雅庫特人民軍也開始向雅庫茨克周邊發動攻擊，並大舉屠殺當地的紅軍游擊隊。
1922年4月，雅庫特臨時政府也與位於符拉迪沃斯托克的阿穆爾河沿岸臨時政府取得聯繫；同月27日，蘇俄宣布成立「雅庫特蘇維埃社會主義自治共和國」，並向遠東地區派出遠征軍。到夏季，雅庫特人民軍撤離雅庫茨克，退守太平洋沿岸地區，以鄂霍次克、阿揚等港口作為與濱海邊區臨時政府的聯絡管道；後者亦在8月30日派遣阿納托利·佩佩利亞耶夫中將率領750名志願兵前來增援。
然而，當佩佩利亞耶夫的部隊準備向雅庫茨克反攻時，卻傳來紅軍已奪取符拉迪沃斯托克的消息，俄國內戰已經到達尾聲。當蘇聯在12月31日宣告成立時，白軍殘部只剩下鄂霍茨克、阿揚、涅利坎（Nel'kan）三座城鎮仍在手中，這一小片地盤也被稱為「佩佩利亞耶夫之地」（Pepelyayevshchina）。1923年2月，紅軍派出伊凡·斯特羅德率領的騎兵分隊前來討伐最後的白軍，並輕易的將佩佩利亞耶夫的部隊擊潰。4月，由符拉迪沃斯托克出發的紅軍軍艦「斯塔夫羅波爾」號（Stavropol）與「英迪吉爾卡」號（Indigirka）在斯捷潘·沃斯特列佐夫將軍的率領下抵達阿揚，隨後與斯特羅德發動兩面夾擊，最終在6月時完全肅清了雅庫特地區的白軍。
科羅貝尼科夫之後逃往中國，於1924年4月24日在哈爾濱逝世；佩佩利亞耶夫則被紅軍俘虜，原先遭判處死刑，但卻獲得加里寧的寬赦，減為十年徒刑，先後關押於雅羅斯拉夫爾、莫斯科之監獄。佩佩利亞耶夫在1936年獲釋，後曾在沃羅涅日以木工為生；但在蘇聯展開大清洗之後，他於1937年8月再度被捕，送往新西伯利亞受審，並以「組織反革命團體」之罪名判處死刑，於1938年1月14日遭到槍決。此外，當年鎮壓雅庫特暴動的斯特羅德也在不到一個月後便以「人民公敵」的罪名遭到處死。